# 坎普迪桑塔纳
坎普迪桑塔纳是巴西帕拉伊巴州的一个市镇。总面积246.656平方公里，总人口8635人，人口密度35人/平方公里。